# 8660 Sano
8660 Sano (1990 TM1) là một tiểu hành tinh nằm phía ngoài của vành đai chính được phát hiện ngày 15 tháng 10 năm 1990 bởi K. Endate và K. Watanabe ở Kitami.